# Bogus
Pour plus de détails, voir Fiche technique et Distribution.
Bogus est un film fantastique américain réalisé par Norman Jewison, sorti en 1996.

## Synopsis
À la suite du décès de sa mère dans un accident de voiture, Albert, sept ans, doit quitter Las Vegas et son monde de paillettes, de clowns et d'illusionnistes pour retrouver une nouvelle maman, la meilleure amie d'enfance de sa mère. Harriet, célibataire endurcie et femme indépendante et dynamique, ne comprend pas ce petit orphelin rêveur qui, pour se défendre de son pragmatisme lui oppose un personnage invisible, Bogus, colosse jovial et chaleureux. Harriet s'efforce de ramener l'enfant à la réalité jusqu'au jour où elle se rend à l'évidence : Bogus n'est pas un fantasme.

## Fiche technique
- Titre : Bogus
- Réalisation : Norman Jewison
- Scénario : Norman Jewison, Arnon Milchan, Jeff Rothberg
- Pays : États-Unis
- Durée : 110 minutes
- Dates de sortie
  - États-Unis : 6 septembre 1996
  - France : 16 octobre 1996

## Distribution
- Whoopi Goldberg (VF : Maïk Darah) : Harriet
- Gérard Depardieu (VF : lui-même) : Bogus
- Haley Joel Osment (VF : Kelly Marot) : Albert Franklin
- Nancy Travis (VF : Brigitte Berges) : Lorraine Franklin
- Andrea Martin (VF : Odile Schmitt) : Penny
- Denis Mercier : Monsieur Antoine
- Ute Lemper : Babette
- Sheryl Lee Ralph : Ruth Clark
- Kevin Jackson (VF : Jean-Paul Pitolin) : Bob Morrison
- Richard Portnow : M. Clay Thrasher
- Al Waxman : le principal
- Fiona Reid : l'institutrice